# Plezališče
Plezališče je prostor, urejen za plezanje, tako v naravi kot tudi v zaprtem prostoru. V naravi so smeri navrtane s klini svedrovci, v katere se plezalci vpenjajo in s tem varujejo. Smeri so navadno ocenjenjene po francoski lestvici s številko od 1-9 in črko od a-c (npr. 8a). V zaprtem prostoru se pleza po plastičnih oprimkih in stopih.